# Lieux d'Être
Lieux d'Être est une revue thématique de création littéraire et artistique à parution semestrielle fondée en 1985. Elle publie principalement de la poésie mais aussi des photographies en couleur. Les écrivains célèbres ou inconnus qui veulent que leurs textes soient imprimés dans cette revue doivent envoyer des poèmes inédits.
Ce titre est subventionné par la région Nord-Pas-de-Calais et parfois par la DRAC dont le siège est à Lille.
Régis Louchaert est le fondateur en 1985 à St Omer (62) avec Francis Denis de la revue Lieux d’Être. Il en est toujours le président et le rédacteur en chef,

## Sources
1. ↑  « Poètes Lieux d’Etre | Ville de Saint Omer », sur www.ville-saint-omer.fr (consulté le 18 octobre 2017)
2. ↑  « Comme une envie de partir..., Lieux d’Etre, Revue Texture », sur revue-texture.fr (consulté le 18 octobre 2017)